# Rincón del Bonete

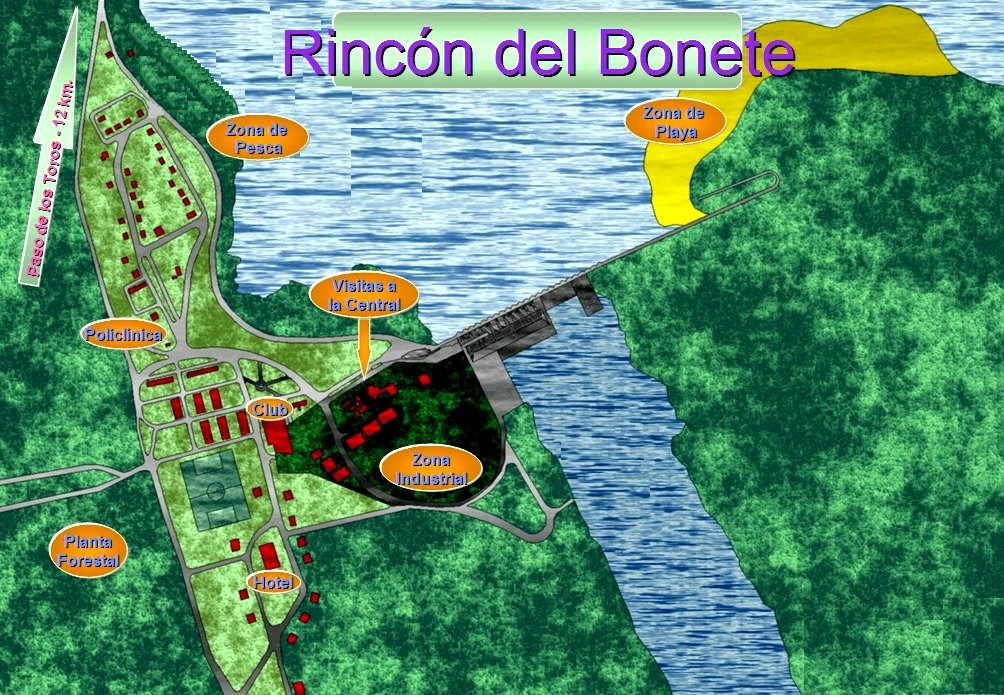
Touristische Landkarte

Der Rincón del Bonete-Stausee (auch Embalse del Río Negro, Gabriel Terra Reservoir oder Rio Negro Reservoir genannt) ist ein Stausee in Uruguay, der von der Dr.-Gabriel-Terra-Staumauer am Río Negro aufgestaut wird. Der Stausee liegt auf halber Strecke des Flusslaufes des Rio Negro bei Paso de los Toros.
Die Staumauer (Lage: 32° 49′ 51″ S, 56° 25′ 16″ W), eine Gewichtsstaumauer in Kombination mit einer Pfeilerstaumauer, wurde am 21. Dezember 1945 eingeweiht. Andere Angaben sprechen von einer Fertigstellung 1942 oder 1948. Das Bauwerk wurde nach Gabriel Terra (1873–1942) benannt, dem Präsidenten von Uruguay von 1931 bis 1938. Der deutsche Wasserbau-Professor Adolf Ludin war der Planer des Bauwerks.
Der Rincón del Bonete wurde zur Gewinnung elektrischer Energie gebaut. Die Kraftwerksleistung beträgt 160 MVA oder 150 MW; andere Angaben sprechen von vier Kaplan-Turbinen mit je 38,8 MW. Die Fallhöhe beträgt zwischen 16 und 28 m. Die elektrischen Anlagen wurden von General Electric und die Turbinen von Morgan Smith geliefert. 
Die Arbeiten wurden 1937 von Siemens-Consal begonnen. Aufgrund des Zweiten Weltkrieges und den Druck der USA wurde der Vertrag jedoch während der Bauarbeiten gekündigt und die Arbeiten wurden von Westinghouse vollendet.
Eine zweikreisige Hochspannungs-Freileitung verbindet das Kraftwerk mit der Hauptstadt Montevideo. Im städtischen Bereich wurden beide Stromkreise auf einem einzelnen Gestänge untergebracht, während im ländlichen Bereich zwei getrennte Leitungen verwendet werden. Aufgrund der hohen Entfernung beträgt die Spannung am Kraftwerk 177 kV, in Montevideo jedoch nur noch 150 kV.
Ursprünglich sollten die Masten in Deutschland hergestellt und dann vor Ort montiert werden, aufgrund des abgebrochenen Vertrages mit Siemens sprang jedoch die U.S. Steel Export co. ein.

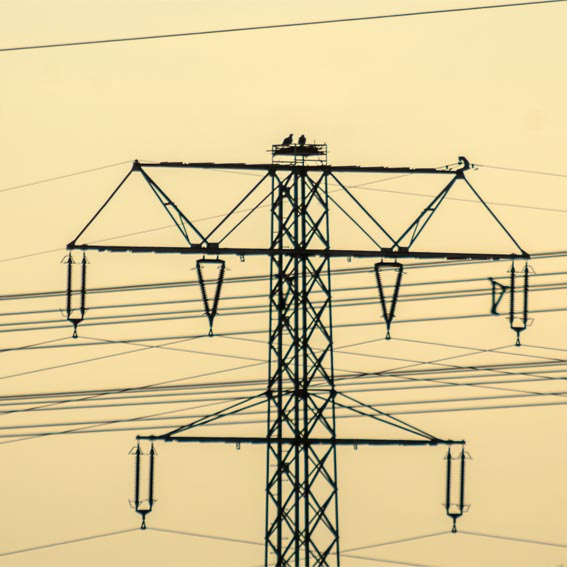
Ursprünglich geplantes Mastbild
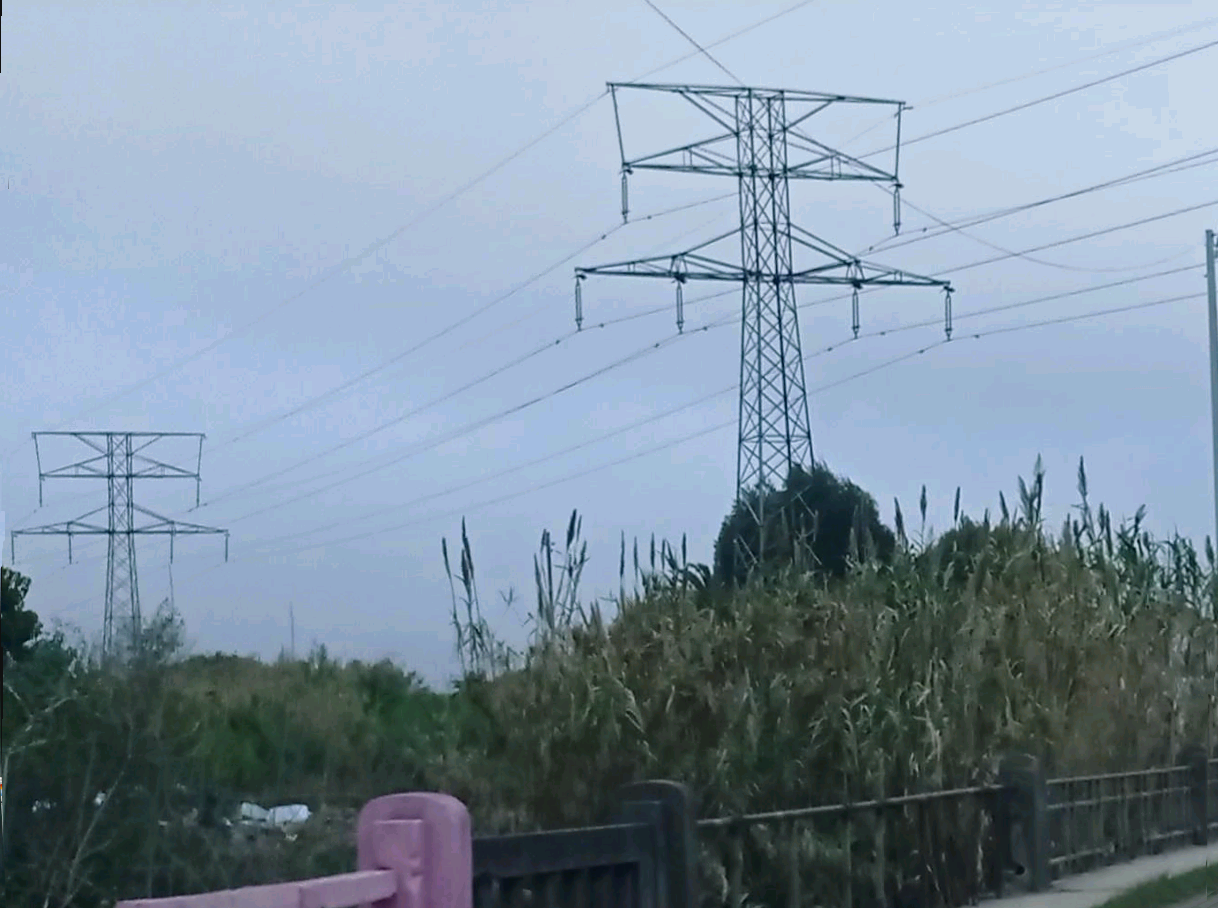
1945 gebaute Freileitungsmasten